# Kup Hrvatske u hokeju na travi za žene 2007.
Kup Hrvatske u hokeju na travi za žene 2007.

## Rezultati

### Četvrtzavršnica
- 1. susreti

- uzvratni susreti

### Poluzavršnica
- 1. susreti

- uzvratni susreti

### Završnica
9. lipnja

Zrinjevac - Jedinstvo 8:2 (.:.)
Osvajačice hrvatskog kupa za 2007. su igračice djevojčadi zagrebačkog Zrinjevca.